# Moho (género)
’O’o é o nome havaiano das aves do género Moho, pertencente à família Mohoidae. O grupo inclui quatro espécies, todas elas extintas, que habitavam as florestas do arquipélago do Havaí. Os ’O’os eram aves de médio porte, com 20 a 30 cm de comprimento, de plumagem preta e muito brilhante, adornada com plumas amarelas. O bico era ligeiramente curvo, adaptado a uma alimentação à base de néctar, suplementada com pequenos insectos e frutos.
As razões do desaparecimento do grupo estão relacionadas com a colonização humana das ilhas Hawaii. As tribos polinésias iniciaram a caça destas aves pelas suas penas, usadas no fabrico de adereços e capas muito apreciadas pelas classes aristocráticas. A caça, no entanto, nunca foi uma ameaça letal comparada com a introdução de espécies invasoras, em particular dos ratos que depressa ocuparam todas as ilhas e aprenderam a atacar os ninhos das aves nativas. No século XIX, as espécies de ’O’o já se encontravam em declínio e a sua raridade tornava-as num motivo de grande interesse para os coleccionadores de penas e ovos europeus. A caça associada ao naturalismo foi outro dos factores do desaparecimento, bem como a degradação progressiva dos habitats. O ’O’o-de-kauai sobreviveu até ao final do século XX e a sua extinção está provavelmente associada a uma epidemia de malária aviária.

## Espécies
- ’O’o-de-oahu (Moho apicalis); extinto ca. 1837 – Observado na ilha de Oahu apenas duas vezes, tinha plumagem preta, manchas amarelas nas asas e cauda ovalada, debruada de branco. Último registo visual nas florestas circundantes de Honolulu.

- ’O’o-de-molokai (Moho bishopi); extinto ca. 1904 – Descrito pelo Lord Rothschild em 1893, tinha a cauda longa e bifurcada e manchas amarelas na zona posterior do pescoço e asas. A espécie era nativa da ilha de Molokai e há evidências de que tenha vivido também na ilha de Maui. Um  possível registo visual, em 1981, nunca foi confirmado.

- ’O’o-de-hawaii (Moho nobilis); extinto ca. 1934 – Plumagem preta, com peito castanho e penas auxiliares de voo amarelas. Último registo visual nas encostas do vulcão Mauna Loa.

- ’O’o-de-kauai (Moho braccatus); extinto ca. 1987 – Nativo da ilha de Kauai, alimentava-se do néctar das flores de Lobelia e Metrosideros.